# الحميد بن منصور
الحميد بن منصور هو حكيم وشاعر شعبي   وفلاح يمني، اشتهر بسبب حكمه وقصائده الشعبية وارتباطه بالموروث الشعبي اليمني والحكم والأمثال والمواقيت الزراعية التي مازالت متداولة حتى اليوم في مناطق واسعة في اليمن.
ولايعرف على وجه الدقة مكان وتاريخ مولد الحميد بن منصور، غير ان بعض المصادر الثقافية اليمنية ترجح انه ظهر مع بدايات العصر الإسلامي، ويرجح بعض الباحثين اليمنيين أن يكون من أبناء القرن السادس عشر أو السابع عشر أو الثامن عشر الميلادي.
ويعتقد باحثون يمنيون أن الحميد بن منصور ولد في شرق اليمن، ويقول الدكتور عبدالعزيز المقالح إن "بعض الذين كتبوا عن الحميد بن منصور لا يذكرون إلاَّ أنه نشأ في المنطقة الشرقية، والمنطقة الشرقية من البلاد تمتد من عمان إلى عدن". أما عمر الجاوي فيرى "أنه مزارع من شرق مدينة البيضاء كما يبدو من أحكامه ومن التسميات التي أوردها". ويتفق آخرون مع هذا الرأي إذ يرون أنه سكن أسفل منطقة سرُوم بين البيضاء ومنطقة خورة وهناك من يذكر أن الحميد بن منصور يرجع أساساً إلى أسرة بني هلال وموقع سكناها تحديداً في مرخة ناحية من نواحي شبوة حالياً".
ويعد الحميد بن منصور واحدا من ثلاثة حكماء وشعراء فلاحين ارتبطوا بالموروث الشعبي اليمني إلى جانب علي ولد زايد في شمال اليمن والحكيم أبو عامر في حضرموت.

## من الأقوال المنسوبة إليه
قال الحميد بن منصور
بعد الحروب العوافي
يا ويل من راح فيها
قال الحميد بن منصـور:
يا الذ ما يخلق الله
صيف الذرة يوم يبر
وضيف على الضيف يدفر.
يا ذي تبا من عدن فيد
سلامة الراس فيده
احفظ لسانك لتسلم
والا يـدقون قيده
قال الحميـد بن منصـور
يا حيرتي من زماني
أمنت من حيث ما خاف
وخفت من حيث أماني
الطين كله حلاوى
حاله توريك حاله
ماشي في الطين خيبـة
إن كان لا خاب مولاه
```
قال الحميد بن منصـور
```

من قلتي ضــاق حالـي
بـدا لي اليـوم الأول
وخـانـنـي يـوم تـالي 